# پارک ملی و منطقه حفاظت‌شده سیاه‌کوه
پارک ملی و منطقه حفاظت‌شده سیاه‌کوه با مساحتی حدود ۱۲۴٬۰۰۰ هکتار بخش‌هایی از دو استان اصفهان و یزد را در مرکز  ایران در خود جای داده است. بخش‌های جنوبی این منطقه از نظر تقسیمات سیاسی کشوری در استان یزد و بخش‌های شمالی آن در استان اصفهان قرار دارد. این پارک ملی و منطقه حفاظت‌شده نباید با پارک جنگلی سیاکوه واقع در صومعه‌سرای استان گیلان و منطقه حفاظت‌شده سیاه‌کوه هلالی در استان خراسان رضوی اشتباه گرفته شود.
پارک ملی و منطقه حفاظت‌شده سیاه‌کوه شامل دو پهنه منطقهٔ حفاظت‌شدهٔ سیاه‌کوه و پارک ملی سیاه‌کوه است. منطقهٔ حفاظت‌شدهٔ سیاه‌کوه یک منطقهٔ حفاظت‌شده با مساحت ۱۲۴۲۹۶ هکتار است. این منطقهٔ حفاظت‌شده با وسعت ۱۲۴٬۲۹۶ هکتار طبق مصوبهٔ شمارهٔ ۶۸۵ در تاریخ ۱۳۸۰/۷/۲۵ در فهرست مناطق تحت حفاظت سازمان محیط زیست ایران قرار گرفت. پارک ملی سیاه‌کوه نیز با وسعت ۷۸٬۰۲۹ هکتار طبق مصوبهٔ شمارهٔ ۵۱۷ در تاریخ ۱۳۸۶/۱۱/۱۲ با ارتقای اراضی بخش غربی منطقه حفاظت‌شده، به عنوان پارک ملی تحت حفاظت قرار گرفت.
با توجه به قرارگیری کویر سیاه‌کوه در حاشیهٔ جنوبی منطقهٔ حفاظت‌شده و پارک ملی سیاه‌کوه، دسترسی به پارک ملی سیاه‌کوه فقط از طریق منطقهٔ حفاظت‌شده سیاه‌کوه امکان‌پذیر است. از این‌رو دو ورودی اصلی در شمال‌شرقی و جنوب‌شرقی منطقهٔ حفاظت شده سیاه‌کوه که هر دو از جادهٔ آسفالته اردکان – چوپانان منشعب می‌گردند، به عنوان راه‌های دسترسی اصلی به منطقه محسوب می‌گردند. ورودی جنوب‌شرقی در کیلومتر ۴۰ جادهٔ اردکان – چوپانان و ورودی شمال‌شرقی در کیلومتر ۱۱۵ همین جاده قرار دارد.
این منطقه از بخش‌های کوهستانی و دشت‌های شنی تشکیل شده است. میانگین دمای سالیانه ۱۹ درجهٔ سانتی‌گراد و میانگین بارش سالیانه ۶۵ میلی‌متر است و آب و هوای منطقه، فراخشک معتدل در نظر گرفته می‌شود. همچنین ارتفاع این منطقه بین ۸۰۰ تا ۲٬۰۰۰ متر است.

## تاریخچه حفاظت
منطقهٔ سیاه کوه در تاریخ ۱۳۸۰/۷/۲۵ به عنوان منطقهٔ حفاظت‌شده اعلام و بخشی از آن طی مصوبهٔ شمارهٔ ۲۹۳ شورای عالی محیط‌زیست (کمیسیون زیربنایی دولت) مورخ ۱۳۸۶/۱۱/۱۲ به عنوان پارک ملی سیاه‌کوه به مناطق تحت مدیریت سازمان حفاظت محیط زیست ایران پیوست.

## حیات وحش
گونه‌های جانوری منطقه شامل آهو، جبیر، پلنگ، کاراکال، شاه روباه، شغال، کرک، کفتار، تشی، بالابان، دلیجه، عقاب طلایی، کبک تیهو، هوبره، زاغ بور، مار شتری و افعی شاخدار را شامل می‌شود. از جمله گونه‌های گیاهی آن می‌توان به گز، تاغ، بنه، بادام کوهی، گون، درمنه، قیچ، اسکنبیل، پرند، شور، اشنان، آویشن شیرازی، هزار خان، کلاه میرحسن و ریش بز اشاره کرد.